# Drexel Heights, Arizona
Drexel Heights är en ort (CDP) i Pima County, i delstaten Arizona, USA. Enligt United States Census Bureau har orten en folkmängd på 27 749 invånare (2010) och en landarea på 52,3 km².